# Lee Chapel
Lee Chapel är en ort i unparished area Basildon, i distriktet Basildon i grevskapet Essex i England. Orten är belägen 6 km från Billericay. År 1937 blev den en del av den då nybildade Billericay. Parish hade 882 invånare år 1931.